# Ciglenica Zagorska
Ciglenica Zagorska je naselje u Republici Hrvatskoj, u sastavu Općine Sveti Križ Začretje, Krapinsko-zagorska županija. 

## Stanovništvo
Prema popisu stanovništva iz 2001. godine, naselje je imalo 664 stanovnika te 171 obiteljskih kućanstava.
| broj stanovnika | 327   | 390   | 430   | 444   | 496   | 535   | 529   | 602   | 696   | 666   | 698   | 718   | 701   | 666   | 664   | 620   | 551   |
|                 | 1857. | 1869. | 1880. | 1890. | 1900. | 1910. | 1921. | 1931. | 1948. | 1953. | 1961. | 1971. | 1981. | 1991. | 2001. | 2011. | 2021. |

## Kultura
God. 1844. osnovan je u Ciglenici puhački orkestar, današnjega naziva Puhački orkestar »Ivo Tijardović«. Danas orkestar broji između četrdeset i pedeset glazbenika te u sklopu orkestra djeluje i škola glazbe. Nastupao je diljem Hrvatske, ali i Srednje Europe. Dobitnik je više plaketa u natjecateljskoj kategoriji.